# Ssaki niższe
Ssaki niższe (Metatheria) – infragromada ssaków żyworodnych, do której zaliczane są torbacze (Marsupialia) oraz spokrewnione z nimi taksony kopalne. Nazwa Metatheria została wprowadzona w 1880 przez T.H. Huxleya.

## Systematyka
W tradycyjnej systematyce ssaków torbacze klasyfikowane były w randze rzędu obejmującego rodziny:
- dydelfowate (Didelphidae)
- zbójnikowate (Caenolestidae)
- beztorbiki (Microbiotheriidae)
- †wilki workowate (Thylacinidae)
- mrówkożerowate (Myrmecobiidae)
- niełazowate (Dasyuridae)
- jamrajowate (Peramelidae)
- krety workowate (Notoryctidae)
- koalowate (Phascolarctidae)
- wombatowate (Vombatidae)
- pałankowate (Phalangeridae)
- kanguroszczurowate (Potoroidae)
- kangurowate (Macropodidae)
- drzewnicowate (Burramyidae)
- Pseudocheiridae
- lotopałankowate (Petauridae)
- ostronogowate (Tarsipedidae)
- akrobatki (Acrobatidae)

W 1987 Aplin i Archer zaproponowali podział ssaków niższych na torbacze amerykańskie i torbacze australijskie. Wśród nich wyłonili 7 rzędów:
- Ameridelphia
  - dydelfokształtne
  - skąpoguzkowce
- Australidelphia
  - beztorbiki
  - niełazokształtne
  - krety workowate
  - jamrajokształtne
  - dwuprzodozębowce

## Filogeneza
Możliwy kladogram Metatheria
```
o 
Metatheria
 
[
Marsupialia
 
sensu lato
]
|?- †
Sinodelphys

|-- †
Holoclemensia

|-- †
Deltatheroida

`--o “
Neometatheria
”
   |?- †
Aenigmadelphys

   |?- †
Anchistodelphys

   |?- †Neometatheria genera et species indet.
   |?= †
Boreometatheria

   `--o 
Notometatheria

      |?- †
Ischyrodelphis

      |?- †
Xenodelphis

      |?- †
Pascualdelphys

      |?- †
Peradectidae

      |-- †
Sparassodonta

      `--o 
Marsupialia
 
sensu lato

         |?- 
Paucituberculata
 (skąpoguzkowce)
         `--+-- †
Hondadelphys

            `--+-- †
Pucadelphys

               `--+-- †
Andinodelphys

                  `--o 
Marsupialia
 
sensu
 Rougier, Wible, & Novacek, 1998
                     |--+?- †
Szalinia

                     |  `-- 
Didelphioidea
 
[
Didelphimorphia
] (dydelfokształtne)
                     `-- 
Australidelphia
```